# 이지숙
이지숙(1984년 5월 25일~)은 대한민국의 뮤지컬 배우이다

## 뮤지컬

### 출연작
- 2020년 《귀환:그날의 약속》 - 이해성 역
- 2020년 3월 24일 ~ 2020년 6월 7일

《프리스트》 - 서유정역 (진행 중)
- 2020년 5월 22일 ~ 2020년 7월 26일

《아랑가》 아랑 역 (예정)
- 2020년 1월 10일 ~ 2020년 1월 12일

《귀환》 - (부산) 이해성 (과거) 역
- 2020년 1월 3일 ~ 2020년 1월 5일

《귀환》 - (대구) 이해성 (과거) 역
- 2019년 12월 27일 ~ 2019년 12월 29일

《귀환》 - (대전) 이해성 (과거) 역
- 2019년 12월 20일 ~ 2019년 12월 22일

《귀환》 - (성남) 이해성 (과거) 역
- 2019년 11월 16일 ~ 2020년 3월 1일

《여신님이 보고 계셔》 여신님 역
- 2019년 10월 22일 ~ 2019년 12월 1일

《귀환》 (서울) 이해성 과거 역
- 2019년 4월 2일 ~ 2019년 5월 5일

《1976 할란카운티엘》 레나 역
- 2019년 2월 22일 ~ 2019년 3월 17일

《키다리 아저씨》 - 대구제루샤 애봇 역
- 2018년 8월 31일 ~ 2018년 11월 18일

《키다리 아저씨제루샤》 애봇 역
- 2017년 12월 26일 ~ 2017년 12월 27일

《언성》
- 2016년 12월 20일 ~ 2017년 3월 5일

《어쩌면 해피엔딩》 클레어 역
《빨래》 - 익산 서나영 역
- 2016.10.21 ~
- 2016.10.22

《키다리 아저씨제루샤 주디》 에봇 역*2016.07.19 ~ 
- 2016.10.03

《월요쇼케이스 - 키다리 아저씨제루샤 주디》 에봇 역
- 2016.07.04

《빨래》 - 안산 나영 역
- 2016.05.26 ~
- 2016.05.28

《로기수》
- 2016.02.16 ~
- 2016.04.03

《안녕! 유에프》오유경 역
- 2016.01.31 ~
- 2016.02.14

《첫번째 Intermission - 배리어프리콘서트 안녕! 유에프》오유경 역
- 2016.01.11

《올모스트 메인》
- 2016.01.08 ~
- 2016.07.03

《왕세자 실종사건》 - 오산자숙 역
2015년 8월 7일 ~ 2015.10.16
《풍월주진성》 여왕 역
- 2015.09.08 ~
- 2015.11.22

《왕세자 실종사건》 자숙 역
- 2015.08.07 ~
- 2015.08.16

《빨래》 나영 역
- 2015.06.16 ~
- 2016.02.28

《뮤지컬 토크 콘서트 집들이》 - 포로들
- 2015.05.18

《로기수》 민복심 역
- 2015.03.12 ~
- 2015.05.31

《심야식당치도리》 미유키 역
- 2014.11.16 ~
- 2015.01.18

《뮤지컬 이야기쇼 이석준과 함께 10주년》
- 2014.05.26

《여신님이 보고 계셔》 여신님 역
- 2014.04.26 ~
- 2014.07.27

《빨래》 나영 역
- 2014.03.11 ~
- 2014.10.12

《히얼마이송 시즌2》
- 2013.12.16

《날아라 박씨작가》 기홍대 역
- 2013.10.09 ~
- 2013.11.25

《여신님이 보고 계셔》  - 부산
- 2013.08.30 ~
- 2013.09.01

《서울뮤지컬페스티벌 폐막갈라쇼》
- 2013.08.12

《여신님이 보고 계셔 토크 콘서트》*2013.08.05
《여신님이 보고 계셔》 여신님 역
- 2013.05.03 ~
- 2013.08.25

《크리에이티브 라운지 - 여신님이 보고 계셔》
- 2013.03.18

《여신님이 보고 계셔》 여신님 역
- 2013.01.15 ~
- 2013.03.10

《왕세자 실종사건》 자숙 역
- 2012.08.07 ~
- 2012.10.28

《ASAC 크리스마스 콘서트》 - 안산
- 2011.12.24

《왕세자 실종사건》 자숙 역
- 2011.09.01 ~ 2011.09.21

《오! 당신이 잠든 사이》 정숙자 역2010.04.30 ~ 2012.04.08
《김종욱 찾기》 - 대구첫사랑을 찾는 여자 역
- 2009.12.16 ~ 2010.01.24

《김종욱 찾기》 여자 역
- 2009.12.04 ~ 2009.12.06

《김종욱 찾기》
- 2009.11.03 ~ 2009.11.22

《돈 주앙》 이사벨 역
- 2009.07.09 ~ 2009.08.22

《돈 주앙》 이사벨 역
- 2009.02.06 ~ 2009.03.08

《파이란》
- 2008.09.11 ~ 2008.11.02

《찬스여비서 2》  케이트 역
- 2008.03.21 ~ 2008.04.20

## 학력
- 단국대학교 연극영화학과 (졸업)